# Cima Belaruskich
Cima Belaruskich (in bielorusso Ціма Беларускіх?), pseudonimo di Cimafej Andrėevič Marozaŭ (in bielorusso Цімафей Андрэевіч Марозаў?; Minsk, 1º ottobre 1998), è un cantante e rapper bielorusso.

## Biografia
Nato a Minsk in una famiglia di musicisti, sin dalla giovane età si è avvicinato al mondo musicale dopo aver imparato a suonare il violino.
Grazie al singolo Mokrye krossy ha visto la svolta commerciale: è infatti divenuta una hit tra il 2018 e il 2019 nei Paesi baltici, posizionandosi al 3º, 19º e 46º posto delle graduatorie in Lettonia, Estonia e Lituania. A fine 2019 è risultato il 10º brano più venduto in territorio lettone. Il suo album in studio di debutto è stato messo in commercio a gennaio 2019 ed ha esordito nelle classifiche degli album in Estonia, Lituania e Lettonia, risultando l'11º disco più venduto nel corso dell'anno in quest'ultimo territorio.
È stato premiato con il Kids' Choice Award all'artista musicale preferito del pubblico russo.

## Discografia

### Album in studio
- 2019 – Tvoj pervyj disk - moja kasseta
- 2020 – Moja kasseta - tvoj pervyj disk

### Singoli
- 2017 – Rassvet
- 2018 – Dožd'
- 2018 – Vzjal i poletel
- 2018 – Mokrye krossy
- 2018 – Devočka-pesnja
- 2018 – Privet davaj perevernem
- 2018 – O prostom
- 2018 – Iskry
- 2018 – Ne onlajn
- 2018 – Nezabudka
- 2019 – Poezda
- 2019 – Ja bol'še ne napišu
- 2019 – Vitaminka
- 2019 – Privyčka ubegat'
- 2019 – Alënka
- 2019 – Celovat'
- 2019 – Najdu tebja
- 2019 – Al'fa i Omega
- 2019 – Minuta večera
- 2020 – Fotoplënka
- 2020 – Tjanet k tebe
- 2020 – Vesnuški
- 2020 – V poslednij raz
- 2020 – Okej
- 2021 – Poterjal sebja (con OG Buda)
- 2021 – Taet eščë
- 2021 – Tebe lučše ne znat'
- 2021 – Probegal mimo (con Murovei)
- 2021 – Pod zvezdopadom
- 2021 – Derevo (con Thrill Pill)
- 2021 – Znatok
- 2023 – Otpusti
- 2023 – Vospominanija
- 2024 – Očerednoj pamjatnyj
- 2024 – Maršrutki
- 2024 – Mne (con MC Kal'mar e The Chemodan)
- 2025 – Prosti